# Josua Cavalevu
Ratu Josua Doviverata Cavalevu est un chef autochtone et diplomate fidji, brièvement ministre des Finances.

## Biographie
Durant sa scolarité aux Fidji, ce fils de chef se distingue en athlétisme, et devient champion national junior de sprint. Grâce à une bourse d'études, il part en 1956 étudier les sciences à l'université de Canterbury en Nouvelle-Zélande.
Il travaille dans l'administration publique aux Fidji, haut fonctionnaire au département gouvernemental des affaires autochtones et rurales. De 1983 à 1985 il est l'ambassadeur des Fidji en Belgique, et ainsi représentant de son pays auprès des instances de l'Union européenne, accrédité également comme ambassadeur auprès de plusieurs pays européens dont l'Allemagne de l'Ouest et la France,,.
À la suite des coups d'État militaires ethno-nationalistes de 1987 aux Fidji, il accepte le poste de ministre des Finances dans le bref gouvernement par intérim que mène le colonel Sitiveni Rabuka. Il est considéré comme un modéré, dans ce gouvernement auquel participent des extrémistes de la droite ethno-nationaliste autochtone. C'est la seule participation de Ratu Josua Cavalevu à un gouvernement.